# Нильссон, Май-Бритт
Май-Бритт Нильссон (швед. Maj-Britt Nilsson, род. 11 декабря 1924, Стокгольм, Швеция – 19 декабря 2006, Канны, Франция) — шведская актриса театра и кино.

## Биография
Май-Бритт Нильссон родилась в Стокгольме. Обучалась актёрскому мастерству в школе драматического мастерства при Королевском драматическом театре. В 1950-е снялась в трёх фильмах Ингмара Бергмана: «К радости» (1950), «Летняя интерлюдия» (1951) и «Женщины ждут» (1952).
Работала в Королевском драматическом театре, позже перешла в Театр «Ваза» (Стокгольм), где проработала с мужем, режиссёром Пером Герхардом более тридцати лет. В 1985 году оставила актёрскую профессию и переехала во Францию.
Май-Бритт Нильссон умерла в Каннах после продолжительной болезни в возрасте 82 лет.

## Избранная фильмография
| Год  |   | Русское название                | Оригинальное название      | Роль               |
| ---- | - | ------------------------------- | -------------------------- | ------------------ |
| 1949 | ф | Девушка из третьего ряда        | Flickan från tredje raden  | Биргит             |
| 1950 | ф | К радости                       | Till Glädje                | Марта Ольсон       |
| 1951 | ф | Летняя интерлюдия               | Sommarlek                  | Мари               |
| 1952 | ф | Ради моей невоздержанной юности | För min heta ungdoms skull | Ингрид Арвидсон    |
| 1952 | ф | Женщины ждут                    | Kvinnors väntan            | Марта              |
| 1955 | ф | Летняя девушка                  | Sommarflickan              | Бритта Ларен       |
| 1955 | ф | Дикие птицы                     | Vildfåglar                 | Лена Херн          |
| 1956 | ф | Девушка во фраке                | Flickan i frack            | Катя Кок           |
| 1956 | ф | Отдельный вход                  | Egen ingång                | Марианна Стенман   |
| 1958 | ф | Джазовый мальчик                | Jazzgossen                 | Карин Ингель-Анкер |
| 1961 | ф | Поверьте мне, дорогая!          | Lita på mej, älskling!     | Улла               |
| 1974 | ф | Простая мелодия                 | En enkel melodi            | Мать Феликса       |